# Crawley (Australie-Occidentale)
Pour les articles homonymes, voir Crawley (homonymie).
Crawley (anciennement Crawley Park) est une banlieue de Perth en Australie-Occidentale, en Australie.
Elle est située dans les zones administratives des cités de Subiaco et de Perth.
L'université d'Australie-Occidentale y est située.